# Atos de Tomé
Os Atos de Tomé, do início do século III é possivelmente o texto mais gnóstico entre os apócrifos do Novo Testamento, retratando Cristo como o "Redentor Celestial", independente e além da criação, com o poder de libertar as almas da escuridão do mundo. Referências a esta obra por Epifânio mostram que ela tinha ampla circulação no início do século IV.
Este texto não deve ser confundido com o Evangelho de Tomé, uma obra de "ditos" anterior.

## Os manuscritos

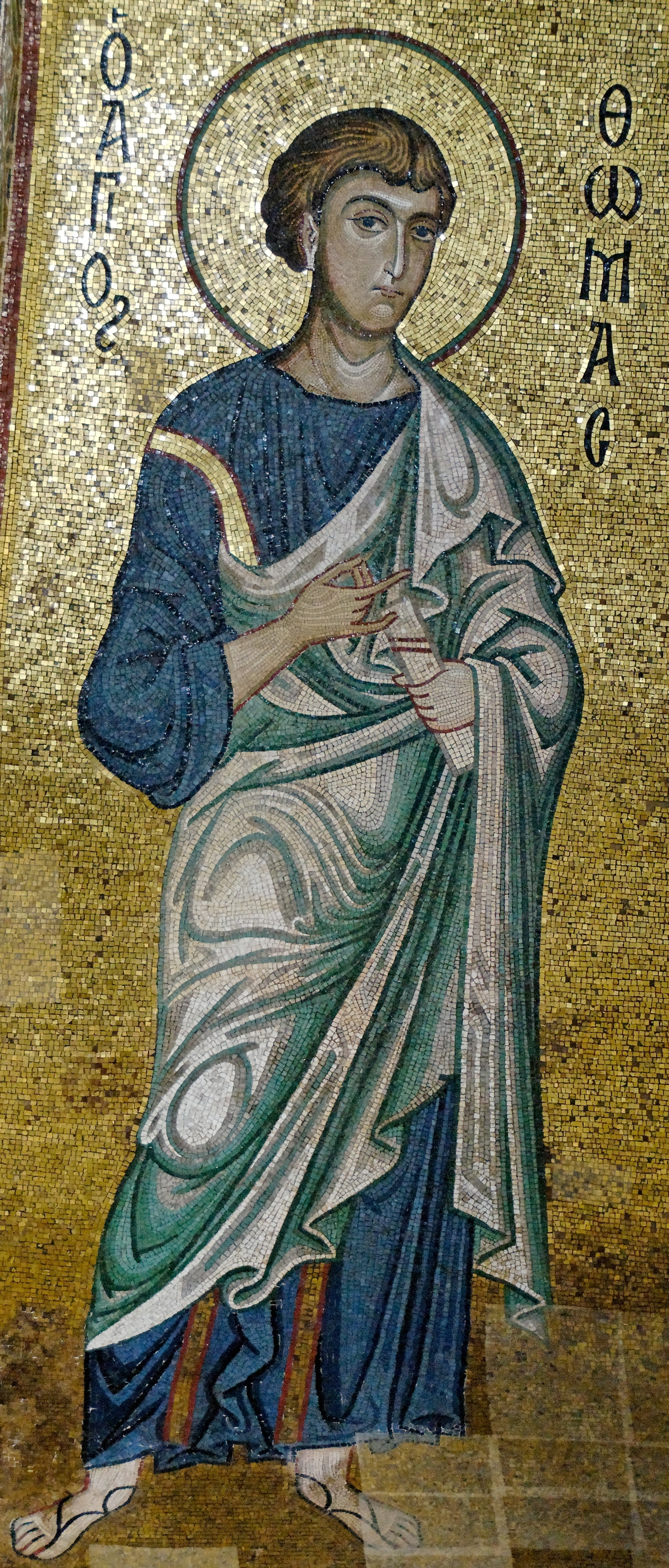
São Tomé Apóstolo

Chegaram até nossos dias versões completas em siríaco e grego. Existem ainda muitos fragmentos preservados do texto. Os estudiosos notaram da versão grega que o original foi provavelmente escrito em siríaco, o que colocaria a Síria como local onde os Atos de Tomé foram escritos. Os manuscritos sobreviventes em siríaco, porém, foram editados para eliminar as passagens não-ortodoxas mais fortemente gnósticas, o que torna a versão grega a mais confiável na reprodução das antigas tradições.
Fragmentos de quatro outros ciclos de romances sobre a figura do Tomé apóstolo sobreviveram, mas este é o único completo.

## Conteúdo
"Atos de Tomé" é uma série de atos episódicos que ocorreram durante a missão evangelizadora de São Tomé na Índia. No livro, a viagem é descrita em detalhes. Após uma longa estadia na corte em Taxila, Tomé ordenou líderes para a Igreja e partiu numa biga para o reino de Mazdes, na Índia ocidental, e que era governado pelo Rei Misdeu (Vasudeva I). O rei se enfureceu com Tomé por ele ter convertido a rainha "Tércia", seu filho "Iuzanes" e a filha de seu parente ("Carísio"), a princesa "Migdônia" e sua ama "Marcia". Por isso, o rei o leva até o alto de um morro e ordena que seus quatro soldados o matem com suas lanças.
"Sífor" foi eleito como o primeiro presbítero pela comunidade após a morte de Tomé, enquanto Iuzanes se tornou diácono.

### Estrutura da obra
O texto está subdividido em diversos capítulos. :
1. Quando ele foi à Índia com Abanes, o mercador.
2. Sobre a sua estadia sob o rei Gundáforo
3. Sobre o serviçal
4. Sobre o potro
5. Sobre o demônio que tomou o corpo de uma mulher
6. Sobre o jovem que assassinou uma mulher. Um jovem casal começa a ter problemas conjugais quando a mulher prova ser muito disposta ao sexo enquanto que o marido advoga a castidade, honrando os ensinamentos de Tomé. Então, o marido mata a mulher e vai à eucaristia com os demais na presença do apóstolo, mas sua mão treme e Tomé percebe que ele cometeu um crime. Após ter sido confrontado, ele revela seu crime e suas razões. Tomé o perdoa, pois seus motivos foram puros e vai encontrar o corpo da mulher. Numa pousada, Tomé e os que estavam com ele colocam as mãos sobre o corpo colocado num sofá e, depois de rezarem, Tomé faz o marido segurar a mão da esposa, que então volta à vida. A história tem temas claramente gnósticos da morte e ressurreição, a morte não sendo algo ruim, mas o resultado da busca pelo conhecimento gnóstico e a ressurreição para uma vida melhor após esse conhecimento.
7. Sobre o Capitão (Sífor)
8. Sobre os jumentos selvagens
9. Sobre a esposa de Carísio (Migdônia)
10. Onde Migdônia é batizada
11. Sobre a esposa de Misdeu (Tércia)
12. Sobre Iuzanes, o filho de Misdeu
13. Onde Iuzanes foi batizado com os demais
14. O martírio de Tomé

Embora Gregório de Tours tenha feito uma versão, a corrente principal da tradição cristã rejeita os Atos de Tomé como pseudepígrafo e apócrifo. A Igreja Católica Romana finalmente confirmou os "Atos" como herético no Concílio de Trento. Veja Leucius Charinus).

### Tomé

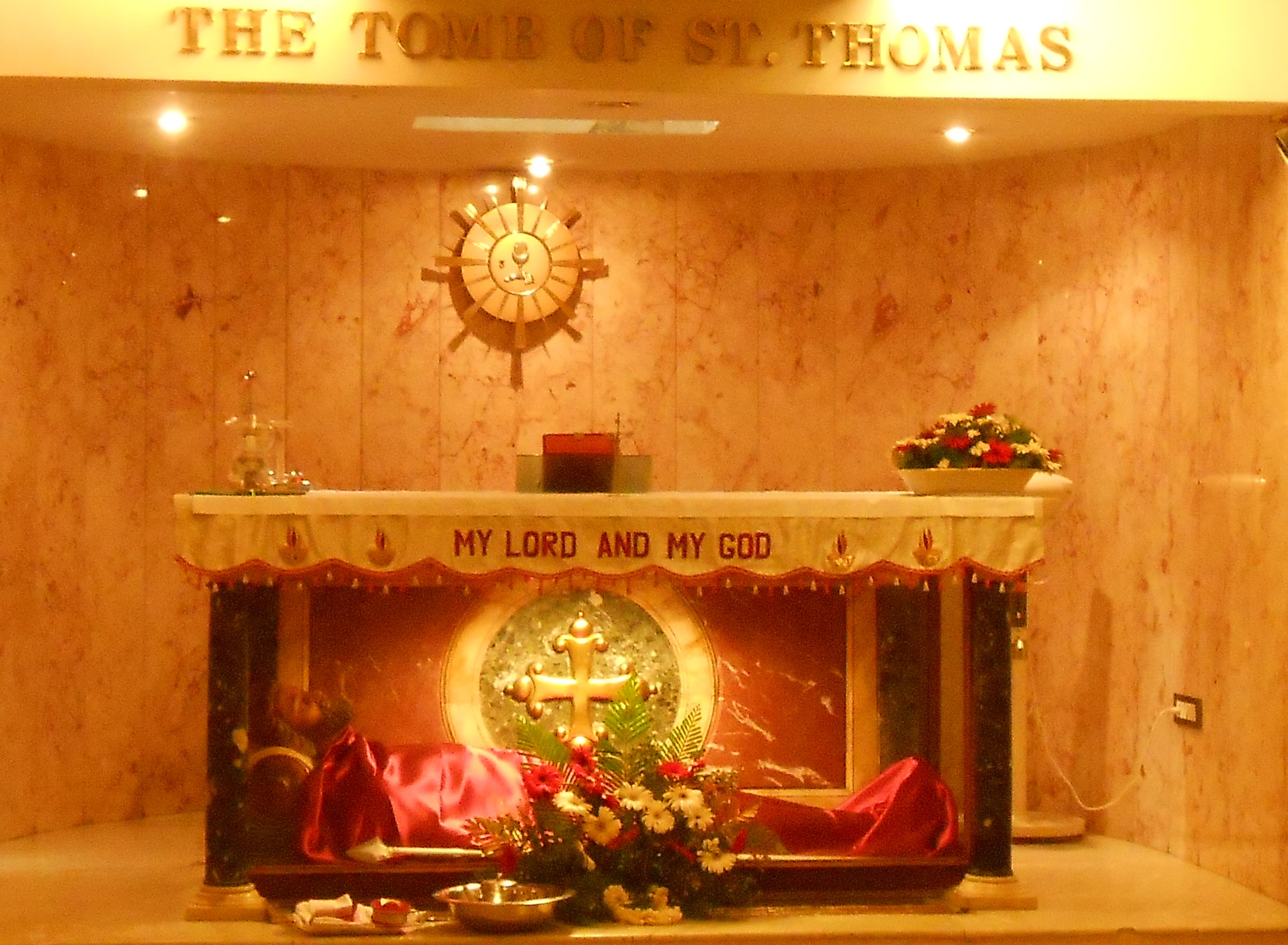
Suposta tumba de São Tomé, em Chennai, Índia

Tomé é frequentemente chamado pelo seu nome Judas (seu nome completo é Tomé Judas Dídimo), dado que tanto "Tomé" quanto "Dídimo" significam apenas "gêmeo". Diversos estudiosos acreditam que "gêmeo" é a apenas uma descrição e não um nome. Os manuscritos terminam com:
| “ | Os atos de Judas Tomé, o apóstolo, está completo, o que ele fez na Índia, cumpindo o que lhe ordenou aquele que o enviou. A que toda a glória, mundo sem fim. Amem | ” |
|   | — Atos de Tomé. |   |

Segundo Bardesanes, Tomé foi martirizado na Índia ocidental, no Vale do Indo, atualmente no Paquistão. Durante o reinado de Vasudeva I, os ossos de São Tomé teriam sido transferidos para Edessa. Porém, a tradição reputa o local da morte do apóstolo como tendo ocorrido na antiga cidade de Madras (atual Chennai), na Índia, onde existe ainda hoje um túmulo dele.

## Hino da Pérola
Inserido nos Atos em diferentes lugares conforme os diferentes manuscritos está um hino siríaco, o Hino da Pérola (ou Hino da Alma), um poema que ganhou enorme popularidade nos círculos cristãos, inclusive os da corrente principal. O Hino é mais antigo que a obra em que foi inserido e vale a pena ser apreciado isoladamente. O texto é interrompido com a poesia de outro hino, o que começa com "Venhais, vosso nome de Cristo que está acima de todos os nomes" (2.27), um tema que foi adotado pelo catolicismo romano no século XIII como "Santo Nome".